# 甜茅属
甜茅属（学名：Glyceria）是禾本科下的一个属，通常为多年生水生或泽生草本植物。该属共有约40种，分布于温带地区。